# Liste der Monuments historiques in Gauriac
Die Liste der Monuments historiques in Gauriac führt die Monuments historiques in der französischen Gemeinde Gauriac auf.

## Liste der Bauwerke
| Bezeichnung     | Beschreibung                           | Standort | Kennzeichnung | Schutzstatus | Datum | Bild |
| --------------- | -------------------------------------- | -------- | ------------- | ------------ | ----- | ---- |
| Château de Thau | Schloss, erbaut im 16./17. Jahrhundert | (Lage)   | PA00083875    | Inscrit      | 1989  |      |

## Liste der Objekte
| Bezeichnung                | Beschreibung                                           | Standort                | Kennzeichnung | Schutzstatus | Datum | Bild |
| -------------------------- | ------------------------------------------------------ | ----------------------- | ------------- | ------------ | ----- | ---- |
| Skulpturengruppe Pietà     | Holz, polychrom gefasst, 17. Jahrhundert               | in der Kirche St-Pierre | PM33002415    | Inscrit      | 2010  |      |
| Skulptur Christus am Kreuz | Holz, polychrom gefasst, 17. Jahrhundert               | in der Kirche St-Pierre | PM33002417    | Inscrit      | 2010  |      |
| Altar                      | Holz, polychrom gefasst und vergoldet, 18. Jahrhundert | in der Kirche St-Pierre | PM33002416    | Inscrit      | 2010  |      |